# The Angel Next Door Spoils Me Rotten
The Angel Next Door Spoils Me Rotten (jap. お隣の天使様にいつの間にか駄目人間にされていた件 Otonari no tenshi-sama ni itsunomanika dame ningen ni sareteita ken) – seria light novel napisana przez Saekisan i zilustrowana przez Hanekoto. Początkowo była publikowana jako powieść internetowa w serwisie Shōsetsuka ni narō. Następnie została przejęta przez wydawnictwo SB Creative, które wydaje ją jako light novel od czerwca 2019 pod imprintem GA Bunko.
Na jej podstawie powstała manga oraz serial anime wyprodukowany przez studio Project No.9, który był emitowany od stycznia do marca 2023. Zapowiedziano powstanie drugiego sezonu.

## Fabuła
Amane Fujimiya mieszka obok najpiękniejszej dziewczyny w szkole, Mahiru Shiiny. Mimo że oboje chodzą do tej samej klasy, prawie nigdy ze sobą nie rozmawiali. Wszystko zmienia się jednak, kiedy w pewien deszczowy dzień Amane pożycza zmokniętej Mahiru swój parasol. Po chwili dziewczyna oferuje mu pomoc w domu, a dystans między dwójką powoli zaczyna się zmniejszać.

## Bohaterowie
- Amane Fujimiya (jap. 藤宮周 Fujimiya Amane)

Seiyū: Taito Ban 
- Mahiru Shiina (jap. 椎名真昼 Shiina Mahiru)

Seiyū: Manaka Iwami 
- Itsuki Akasawa (jap. 赤澤樹 Akasawa Itsuki)

Seiyū: Taku Yashiro 
- Chitose Shirakawa (jap. 白河千歳 Shirakawa Chitose)

Seiyū: Haruka Shiraishi 

## Light novel
Seria po raz pierwszy raz została opublikowana 20 grudnia 2018 w serwisie Shōsetsuka ni narō, gdzie ukazuje się jako powieść internetowa. Następnie została nabyta przez wydawnictwo SB Creative i opublikowana jako light novel pod imprintem GA Bunko. Pierwszy tom ukazał się 15 czerwca 2019, natomiast według stanu na 14 stycznia 2023, do tej pory wydano 11 tomów i dwa zbiory opowiadań.
W drugim tomie ilustrator został zmieniony z Hazano Kazutake na Hanekoto.
| Nr   | Data wydania (język japoński) | ISBN (język japoński)  |
| ---- | ----------------------------- | ---------------------- |
| 1    | 15 czerwca 2019               | ISBN 978-4-8156-0248-2 |
| 2    | 14 kwietnia 2020              | ISBN 978-4-8156-0327-4 |
| 3    | 11 września 2020              | ISBN 978-4-8156-0741-8 |
| 4    | 12 marca 2021                 | ISBN 978-4-8156-0827-9 |
| 5    | 14 lipca 202                  | ISBN 978-4-8156-1169-9 |
| 5,5  | 14 stycznia 2022              | ISBN 978-4-8156-1199-6 |
| 6    | 16 maja 2022                  | ISBN 978-4-8156-1200-9 |
| 7    | 14 września 2022              | ISBN 978-4-8156-1201-6 |
| 8    | 14 stycznia 2023              | ISBN 978-4-8156-1596-3 |
| 8,5  | 15 września 2023              | ISBN 978-4-8156-2176-6 |
| 9    | 15 marca 2024                 | ISBN 978-4-8156-2399-9 |
| 10   | 14 września 2024              | ISBN 978-4-8156-2664-8 |
| 11   | 15 marca 2025                 | ISBN 978-4-8156-2805-5 |
| 11,5 | 13 września 2025              | ISBN 978-4-8156-3599-2 |

## Manga
Adaptacja mangowa została zapowiedziana 18 listopada 2019. Seria z ilustracjami Wana Shibaty i scenariuszem autorstwa Suzu Yūki ukazuje się internetowym magazynie mangowym „Manga UP!” wydawnictwa Square Enix od 6 stycznia 2022.
| Nr | Data wydania (język japoński) | ISBN (język japoński)  |
| -- | ----------------------------- | ---------------------- |
| 1  | 7 lipca 2022                  | ISBN 978-4-7575-8016-9 |
| 2  | 7 grudnia 2022                | ISBN 978-4-7575-8296-5 |
| 3  | 7 grudnia 2023                | ISBN 978-4-7575-8948-3 |
| 4  | 6 sierpnia 2024               | ISBN 978-4-7575-9342-8 |
| 5  | 7 marca 2025                  | ISBN 978-4-7575-9644-3 |

## Anime
Adaptację w formie telewizyjnego serialu anime zapowiedziano 4 stycznia 2022. Seria została wyprodukowana przez studio Project No.9 i wyreżyserowana przez Lihuę Wang pod nadzorem Kenichiego Imaizumiego. Scenariusz napisał Keiichirō Ōchi, postacie zaprojektował Takayuki Noguchi, a muzykę skomponowała Moe Hyūga. Seria była emitowana od 7 stycznia do 25 marca 2023 w Tokyo MX i innych stacjach. Motywem otwierającym jest „Gift” (jap. ギフト Gifuto) autorstwa Masayoshiego Ōishiego, końcowym zaś „Chiisana koi no uta” (jap. 小さな恋のうた) w wykonaniu Manaki Iwami. Prawa do streamingu serii nabył Crunchyroll.
8 października 2023 zapowiedziano powstanie drugiego sezonu. Chihiro Kumano zastąpi Lihuę Wang na stanowisku reżysera. Premiera zaplanowana jest na kwiecień 2026.

### Lista odcinków
| №  | Tytuł | Premiera         |
| -- | --- | ---------------- |
| 1  | Meet the Angel Tenshi-sama to no deai (天使様との出会い)                                                                                                  | 7 stycznia 2023  |
| 2  | Dinner with the Angel Tenshi-sama to yūshoku (天使様と夕食)                                                                                               | 14 stycznia 2023 |
| 3  | Reward for the Angel Tenshi-sama e no gohōbi (天使様へのご褒美)                                                                                           | 21 stycznia 2023 |
| 4  | The Angel in the Christmas Kurisumasu no tenshi-sama (クリスマスの天使様)                                                                                 | 28 stycznia 2023 |
| 5  | First Shrine Visit (Hatsumode) with the Angel Tenshi-sama to hatsumōde (天使様と初詣)                                                                     | 4 lutego 2023    |
| 6  | A Gift from the Angel Tenshi-sama no okurimono (天使様の贈り物)                                                                                           | 11 lutego 2023   |
| 7  | A Promise with the Angel Tenshi-sama to no yakusoku (天使様との約束)                                                                                      | 18 lutego 2023   |
| 8  | The Angel in the New Term Shin gakki no tenshi-sama (新学期の天使様)                                                                                      | 25 lutego 2023   |
| 9  | Going Out with the Angel Tenshi-sama to odekake (天使様とお出かけ)                                                                                        | 4 marca 2023     |
| 10 | The Angel in the Dream Yume no naka no tenshi-sama (夢の中の天使様)                                                                                       | 11 marca 2023    |
| 11 | The Angel Next Door Spoils Me Rotten Otonari no tenshi-sama ni itsu no ma ni ka dame ningen ni sareteita (お隣の天使様にいつの間にか駄目人間にされていた) | 18 marca 2023    |
| 12 | Say Goodbye to My Cowardice Okubyō datta jibun ni sayōnara o (臆病だった自分にさようならを)                                                               | 25 marca 2023    |